# Faza cholesterolowa

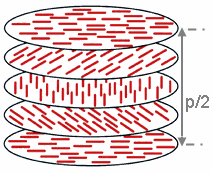
Schemat fazy cholesterolowej

Faza cholesterolowa – faza ciekłokrystaliczna, odmiana fazy nematycznej, w której jedynym rodzajem dalekozasięgowego uporządkowania cząsteczek jest układanie się ich osi wzdłuż wersora o kształcie helisy.
Nazwa fazy wynika z faktu, że pierwszym związkiem chemicznym, dla którego stwierdzono jej istnienie, był cholesterol. Faza ta jest zwykle generowana przez długie, sztywne, prętopodobne cząsteczki, które na jednym z końców posiadają asymetryczny atom węgla, a zatem są chiralne.
Faza cholesterolowa posiada unikalną cechę zmiany barwy wraz ze zmianą temperatury, a także zmianę barwy w zależności od kąta padania światła. Obie te własności wynikają z faktu, że długość skoku helisy wersora jest zbliżona do długości światła widzialnego, co powoduje selektywną dwójłomność tych materiałów. Dodatkowo długość skoku helisy jest silnie zależna od temperatury.
Materiały generujące fazę cholesterolową znalazły zastosowania jako indykatory temperatury, bezrtęciowe termometry w formie paska folii, pigmenty do farb i lakierów opalizujących i posiadających zdolność zmiany barwy ze zmianą temperatury, oraz w wyświetlaczach ciekłokrystalicznych i filtrach optycznych.